# Bematistes consanguinoides
Bematistes consanguinoides är en fjärilsart som beskrevs av Le Doux 1931. Bematistes consanguinoides ingår i släktet Bematistes och familjen praktfjärilar. Inga underarter finns listade i Catalogue of Life.